# Índice de Aminoácidos Indispensables Digestibles
El Índice de Aminoácidos Indispensables Digestibles (DIAAS) es un método de calidad proteica, propuesto en marzo de 2013 por la Organización de las Naciones Unidas para la Agricultura y la Alimentación para reemplazar el estándar actual de clasificación de proteínas, el Puntaje de Aminoácidos Corregidos por Digestibilidad de Proteínas (PDCAAS). 
El DIAAS determina la digestibilidad de los aminoácidos, al final del intestino delgado, proporcionando una medida más precisa de las cantidades de aminoácidos absorbidos por el cuerpo y la contribución de la proteína a los requerimientos humanos de aminoácidos y nitrógeno. PDCAAS se basa en una estimación de la digestibilidad de la proteína cruda determinada sobre el tracto digestivo total, y los valores establecidos con este método generalmente sobreestiman la cantidad de aminoácidos absorbidos.